# Oceanborn Europe Tour
Oceanborn Europe Tour — концертний тур фінської симфо-метал групи «Nightwish», який відбувся з 12 листопада по 12 грудня 1999 року. Цей тур примітний тим, що в ньому група дає свої перші концерти в Європі. Він є також продовженням туру Summer of Wilderness, який включав в себе 33 концерти у Фінляндії. У цей тур група відправилась разом з німецькою метал групою Rage та зрідка з ними подорожує співак фінської групи Finntroll Тапіо Вільска, який виконує партії гроула у піснях «Pharaoh Sails to Orion» and «Devil and the Deep Dark Ocean». Туомас Холопайнен співає в піснях «Beauty and the Beast» and «Astral Romance»
разом із фронтвумен групи Тар'єю Турунен.

## Учасники
- Туомас Холопайнен — клавішні, вокал
- Тар'я Турунен — вокал
- Емппу Вуорінен — гітара
- Юкка Невалайнен — ударні
- Самі Вянскя — бас-гітара
- Тапіо Вільска — чоловічий вокал

## Сет-лист
Враховуючи те, що Nightwish були лише на розігріві у німецької групи Rage їх виступи були дуже короткими. Звичайно гралось шість або сім пісень за концерт. Виконувались Passion and the Opera, Stargazers, Gethsemane, Walking in the Air, Sacrament of Wilderness, та Know Why the Nightingale Sings або Elvenpath саме в такому порядку практично на всіх концертах. Коли Тапіо Вільска був присутній концерти закривались Pharoah Sails to Orion або Devil and the Deep Dark Ocean. Swanheart виконувалась рідше. Дуже мала кількість пісень з альбому Angels Fall First були виконані. Крім вище згаданих Know Why the Nightingale Sings and Elvenpath виконувались Beauty and the Beast and Astral Romance, коли Холопайнен відчував спроможність співати. The Riddler та Moondance, дві пісні з альбому Oceanborn не були виконані в цьому турі і взагалі в інших турах. Цей тур був останнім, де були виконані Devil and the Deep Dark Ocean та Astral Romance.
- Stargazers
- Gethsemane
- Sacrament of Wilderness
- Devil and the Deep Dark Ocean
- Passion and the Opera
- Swanheart
- Pharaoh Sails to Orion
- Walking in the Air (Говард Блейк кавер)
- Elvenpath
- Beauty and the Beast
- Astral Romance
- Know Why the Nightngale Sings

## Дати туру
| Дата       | Місце проведення | Місто          | Країна     | Статус |
| 12.11.1999 | Schützenhaus     | Маркнойкірхен  | Німеччина  |        |
| 13.11.1999 | Megaclub         | Катовиці       | Польща     |        |
| 14.11.1999 | MTS              | Шпремберг      | Німеччина  |        |
| 15.11.1999 | Kasselhaus       | Берлін         | Німеччина  |        |
| 16.11.1999 | Markthalle       | Гамбург        | Німеччина  |        |
| 18.11.1999 | Vera             | Гронінген      | Нідерланди |        |
| 19.11.1999 | Works            | Оснабрюк       | Німеччина  |        |
| 20.11.1999 | Biepop           | Восселаар      | Бельгія    |        |
| 21.11.1999 | Zeche            | Бохум          | Німеччина  |        |
| 22.11.1999 | Garage           | Саарбрюкен     | Німеччина  |        |
| 24.11.1999 | Mephisto         | Барселона      | Іспанія    |        |
| 25.11.1999 | Macumba          | Мадрид         | Іспанія    |        |
| 26.11.1999 | Quattro          | Авілес         | Іспанія    |        |
| 27.11.1999 | Sala Jam         | Бергара        | Іспанія    |        |
| 28.11.1999 | Garage           | Валенсія       | Іспанія    |        |
| 30.11.1999 | Untertown        | Женева         | Швейцарія  |        |
| 01.12.1999 | Z7               | Праттельн      | Швейцарія  |        |
| 02.12.1999 | Supermarket      | Турин          | Італія     |        |
| 03.12.1999 | Planet Music     | Відень         | Австрія    |        |
| 04.12.1999 | Zeppelinhalle    | Кауфбойрен     | Німеччина  |        |
| 06.12.1999 | Offenbach        | Оффенбах       | Німеччина  |        |
| 08.12.1999 | FBZ              | Брауншвайг     | Німеччина  |        |
| 09.12.1999 | Live Music Hall  | Кельн          | Німеччина  |        |
| 10.12.1999 | Kallewerk        | Бад Зальцунген | Німеччина  |        |
| 11.12.1999 | Tivoli           | Фрайбург       | Німеччина  |        |
| 12.12.1999 | Rockfabrik       | Людвігсбург    | Німеччина  |        |